# Casamento bahá'í
Casamento Bahá'í é a união de um homem e uma mulher. Propõe uma essência espiritual na união dos cônjuges, de modo que esta seja harmoniosa e que permita o desenvolvimento espiritual de ambos. Os ensinamentos Bahá'ís confirmam a santidade do matrimônio, previsto em religiões anteriores, e classifica tal união como uma fortaleza para o bem-estar e salvação, colocando o casamento e a família como base na estrutura da sociedade humana.

## Natureza espiritual
Sobre o casamento, os ensinamentos Bahá'ís expressam que é uma ligação eterna, uma instituição divina, que sobrevive na vida física e persiste eternamente nos planos espirituais. Dessa forma, os ensinamentos estimulam às pessoas que devem antes de tomar tal decisão, tomar o cuidado de se familiarizarem com o caráter um do outro. Além disso, o marido e a esposa devem ser unidos não somente fisicamente, mas também espiritualmente, em espírito de concórdia e camaradagem de modo a melhorar continuamente a vida espiritual e dessa forma se aproximar de Deus.
"Cada um deve, porém, exercer o máximo cuidado para familiarizar-se totalmente com o caráter do outro, para que o firme convênio entre eles seja um laço que dure para sempre. Seu propósito deve ser este: tornarem-se amorosos companheiros e camaradas, unidos um ao outro por todo o sempre." 
('Abdu'l-Bahá, Selecao dos Escritos de 'Abdu'l-Baha)

## União
Para que dois parceiros se unam é necessário obter o consentimento dos pais biológicos do casal. A escolha do parceiro é estritamente do filho, os pais apenas manifestam ou não sua aprovação. A finalidade desta lei é promover a unidade de duas famílias, desde que os ensinamentos Bahá'ís vêem a família como base da estrutura social.
Em demonstração aos aspectos culturais até hoje existentes, de várias maneiras encontrou-se obstáculos nas decisões relativas ao casamento. Em muitos países orientais, como antigamente nos ocidentais, era comum os pais arranjarem o casamento dos filhos, por vezes baseado nos dotes da outra família, por outras no caráter e afinidade com um indivíduo; nos países ocidentais e na maioria dos orientais atualmente, por outro lado, os filhos decidem seus parceiros sem interferência dos pais ou responsáveis. A união Bahá'í representa, neste sentido, a junção de duas culturas, a ocidental e oriental, onde os filhos escolhem seus parceiros e os pais expressam ou não a aprovação. As leis Bahá'ís relativas à aprovação dos pais são claramente definidas, sendo que os pais não tem autoridade para desaprovar um casamento quando demonstrado que tal desaprovação é de natureza preconceituosa, seja de classe social, raça, cultura ou religião. O consentimento dos pais é necessário mesmo se um dos parceiros não é Bahá'í.

### Período de Espera
O tempo do noivado até o casamento não deve exceder mais de 95 dias. O período de noivado de 95 dias é atualmente aplicável apenas aos crentes persas.

## Cerimônia
A cerimônia do casamento Bahá'í pode ser realizada de acordo com cada cultura. A única obrigação para que se realize o casamento é que na presença de pelo menos duas testemunhas se recite a frase "Nós todos, verdadeiramente, anuiremos à Vontade de Deus.", prescrita por Bahá'u'lláh no Kitáb-i-Aqdas.
Na maioria das cerimônias de casamentos Bahá'ís é adicionado leituras de escritos Bahá'ís, orações e músicas, seguidas de discurso sobre a natureza espiritual do casamento Bahá'í, antes de se recitar a frase obrigatória.

## Leis
Entre as leis que concernem o casamento Bahá'í, estão
- O casamento é sumamente recomendado, mas não é obrigatório.[10]
- O Casamento é definido entre um homem e uma mulher (ver Homossexualidade e a Fé Bahá'í).
- O casamento é condicionado a que ambos os nubentes tenham atingido a idade da maturidade, que se fixa em 15 anos de idade. (As leis civis de cada país deve ser obedecida)
- O casamento é condicionado ao consentimento de ambos os nubentes e de seus pais e mães.[11]
- Os noivos devem recitar um versículo especificamente revelado, que indica estarem eles de acordo com a vontade de Deus.
- Casamento com não-Bahá'ís é permitido.
- O período do noivado não deve exceder 95 dias.[11]